# Stroma (wzniesienie)
Stroma  (niem. Hemm-Berg, Skalista Kopa, Szwedzka Kopa, Zawada,  808 m n.p.m.) - wzniesienie w północnym ramieniu Masywu Śnieżnika, w Sudetach.
Wzniesienie znajduje się pomiędzy wsiami Kamienica a Nowa Morawa w grzbiecie Zawady, oddzielone od góry Rykowisko Przełęczą Staromorawską, przez którą prowadzi Droga Staromorawska. Drugi wierzchołek wzniesienia nosi nazwę Skalista Kopa (778 m n.p.m.). Pomiędzy kulminacjami znajdują się Szwedzkie Szańce.

## Szlaki turystyczne
Przez Przełęcz Staromorawską biegnie szlak turystyczny:
- - E3 szlak turystyczny niebieski (międzynarodowy szlak turystyczny Atlantyk - Morze Czarne): Stary Gierałtów - Kamienica[1].